# Il mondo dopo la fine del mondo
Il mondo dopo la fine del mondo (The Gone-Away World) è un romanzo fantascientifico del 2008 di Nick Harkaway.
È il suo primo romanzo e con esso abbatte qualsiasi confine tra i generi letterari. È allo stesso tempo un'opera sarcastica e profonda, una storia ricca di sorprese e di spunti, utili per riflettere sugli scenari della guerra e dell'apocalisse. Un connubio poco ortodosso tra guerrieri ninja e mutazioni genetiche, insomma, un horror che ha ben poco da invidiare ai più audaci racconti di Lovecraft.
Il romanzo venne tradotto in tedesco da Piper e in italiano da Mondadori nel 2009; nella copertina dell'edizione italiana è riportata una delle mistiche illustrazione dell'artista inglese Mark Brown, intitolata Muses Meet on Mondays. La scelta dell'illustrazione risulta ben azzeccata al lettore fin dalle prime cento pagine, nelle quali si può notare l'assurda reificazione di creature mostruose, esseri abominevoli frutto della più sfrenata fantasia umana che danno al romanzo un fascino che si potrebbe ricondurre sostanzialmente ai temi della fantabiologia di Dougal Dixon. 
(Nick Harkaway)
I diritti sono stati acquisiti dall'editore Heinemann nell'estate del 2007, per la cifra di 300 000 £. Nel momento dell'acquisto il libro doveva intitolarsi The Wages of Gonzo Lubitsch, ma fu cambiato in The Gone-Away World affinché il titolo del romanzo fosse più semplice da pronunciare.

## Trama
Un protagonista senza nome e il suo eroico amico Gonzo Lubitsch devono affrontare la disumana minaccia delle bombe svuotanti, che hanno ormai cancellato intere zone della realtà. Vivendo ai confini della Zona Abitabile i due amici insieme ad una ciurma di eroi a dir poco male assortita, si ritrovano a combattere le minacce che provengono dall'esterno della Zona Abitabile. Tra irreali battaglie e pericolosi triangoli amorosi i protagonisti si ritroveranno infine di fronte all'occasione di salvare ciò che di umano resta nel mondo, ma soprattutto si troveranno davanti ad un inestricabile dilemma: ne vale davvero la pena?

## Edizioni
- (EN) Nick Harkaway, The Gone-Away World, Londra, Heinemann, 2008, ISBN 978-0-434-01842-0, OCLC 213382271.
- (EN) Nick Harkaway, The Gone-Away World, New York, Alfred A. Knopf, 2008, ISBN 978-0-307-26886-0, OCLC 212908810.
- Nick Harkaway, Il mondo dopo la fine del mondo, collana Strade Blu, traduzione di Annamaria Biavasco, Arnoldo Mondadori Editore, 2009, ISBN 978-88-04-59483-3.
- (DE) Nick Harkaway, Die gelöschte Welt, Piper, 2009, ISBN 978-3-492-26704-5.